# 4504-es mellékút (Magyarország)
A 4504-es számú mellékút egy közel 16 kilométer hosszú, négy számjegyű mellékút Bács-Kiskun vármegye és Csongrád-Csanád vármegye határvidékén; Pálmonostora, Tömörkény és Csanytelek településeket köti össze egymással és az 5-ös főúttal.

## Nyomvonala
Az 5-ös főútból ágazik ki, annak 125+150-es kilométerszelvénye táján, a Bács-Kiskun vármegye Kiskunfélegyházi járásához tartozó Pálmonostora központjától nyugatra. Északkeleti irányban indul, és mintegy 1,8 kilométer után éri el a község lakott területeit, ahol a Petőfi Sándor utca nevet veszi fel. A 3. kilométere előtt egy elágazáshoz ér: a tovább egyenesen, északkelet felé vezető út innen a 4503-as számozást viseli, a 4504-es pedig délkelet felé folytatódik, Jókai Mór utca néven. Szűk fél kilométerrel arrébb, gyors egymásutánban két, közel derékszögű iránytörése következik, neve ezeknek megfelelően előbb Dózsa György utcára, majd Táncsics utcára változik. A 4. kilométerénél újabb elágazása következik: itt a 45 103-as út ágazik ki belőle délnyugat felé, a falutól délre fekvő tanyavilág irányába, a 4504-es pedig délkelet felé folytatódva rövidesen kilép a belterületről.
4,9 kilométer után keletebbi irányt vesz, majd később újabb kisebb irányváltásai következnek, de azoktól eltekintve a fő iránya ezután is keleti marad. 7,8 kilométer után lép át Csongrád-Csanád vármegye Csongrádi járásába, ezen belül Tömörkény területére, a 11. kilométere után pedig alig kétszáz méter eltéréssel két elágazása is következik. Itt a Gátértól Pusztaszerig vezető 4518-as úttal találkozik, és a két elágazás közt rövidke közös szakaszon húzódnak, kilométer-számozás tekintetében ellenirányban. A szétválás helyétől a 4504-es út már belterületen halad, Kossuth Lajos utca néven, végig a falu déli szélén. A község legkeletibb házait nagyjából 12,8 kilométer után éri el.
Majdnem pontosan a 15. kilométerénél keresztezi Tömörkény és Csanytelek határvonalát, majd nagyjából 400 méter után eléri a lakott terület nyugati szélét. Ott a Tömüörkény utca nevet veszi fel, és így ér véget, beletorkollva a Csongrádtól Szegedig húzódó 4519-es útba, annak 11+650-es kilométerszelvényénél. Ez utóbbi út északi irányból éri el Csanytelek határszélét, és a találkozási ponttól kezdve tulajdonképpen a 4504-es út egyenes folytatásaként húzódik, a Tömörkény utca nevet is továbbviszi, az első jelentősebb iránytöréséig.
Teljes hossza, az országos közutak térképes nyilvántartását szolgáló kira.gov.hu adatbázisa szerint 15,900 kilométer.

## Települések az út mentén
- Pálmonostora
- Tömörkény
- Csanytelek